# 손문권
손문권(1972년 ~ 2012년 1월 21일)은 대한민국의 PD이다.

## 생애
드라마 《하늘이시여》의 조연출을 맡은 후 동 드라마의 작가였던 12세 연상의 임성한과 결혼했으며, 임성한은 이후 방송사 측에 자신의 작품의 연출을 손문권이 맡도록 요구했다. 이에 따라 《아현동 마님》, 《신기생뎐》 등 임성한의 작품을 연출하였다.
2012년 5월 방영을 목표로 MBC 일일드라마 《오로라 공주 (드라마)》를 아내인 임성한 작가와 함께 준비해왔으며, 세 자매 이야기로 김보연과 박해미, 김혜은 등이 캐스팅된 상태였다. 하지만 이미 2012년 1월 21일 경기도 일산에 위치한 자택 1층과 2층 사이 계단에서 넥타이로 목을 매 자살하였고 3주가 지난 후에 일반인들에게 알려졌다.

## 연출 작품
- 2005년 SBS 《하늘이시여》 (조연출)
- 2007년 MBC 《아현동 마님》 (연출)
- 2011년 SBS 《신기생뎐》 (연출)